# Лі Женьсяо
Лі Женьсяо (кит.: 李仁孝; піньїнь: Lǐ Rénxiào), храмове ім'я Женьцзун (кит.: 仁宗; піньїнь: Rénzōng; 1124–1193) — п'ятий імператор Західної Ся.

## Життєпис
Був сином і спадкоємцем імператора Лі Ґаньшуня. Зійшов на престол після смерті батька в серпні 1139 року.
За свого правління встановив дружні відносини з імперією Цзінь. Лі Женьсяо збудував багато шкіл. Він був прихильником конфуціанства, тому зводив численні храми. Одним з його радників був тибетський лама.
1170 року, довідавшись про змову проти себе, імператор наказав стратити генералів, що її організували. Після цього Лі Женьсяо втратив довіру до військовиків. Як результат — міць армії Західної Ся почала падати.
Загалом період правління Лі Женьсяо став піком розвитку держави. Завдяки його керівництву васалами Західної Ся стали багато сусідніх племен. Окрім того імператор зміцнив центральну владу.
Помер Лі Женьсяо 1193 року. Трон після цього успадкував його син Лі Чунью.